# Сахаровка (Измалковский район)
Сахаровка — деревня Афанасьевского сельсовета Измалковского района Липецкой области.

## География
Сахаровка находится рядом с автотрассой Р119 Орёл-Тамбов. Через деревню проходят просёлочные дороги, имеется одна улица — Слободка.
На юго-востоке Сахаровки имеется большой водоём.

## Население
| 2010 |
| ---- |
| 14   |